# Jüdischer Friedhof (Medschybisch)
Koordinaten: 49° 26′ 27,5″ N, 27° 24′ 15,8″ O

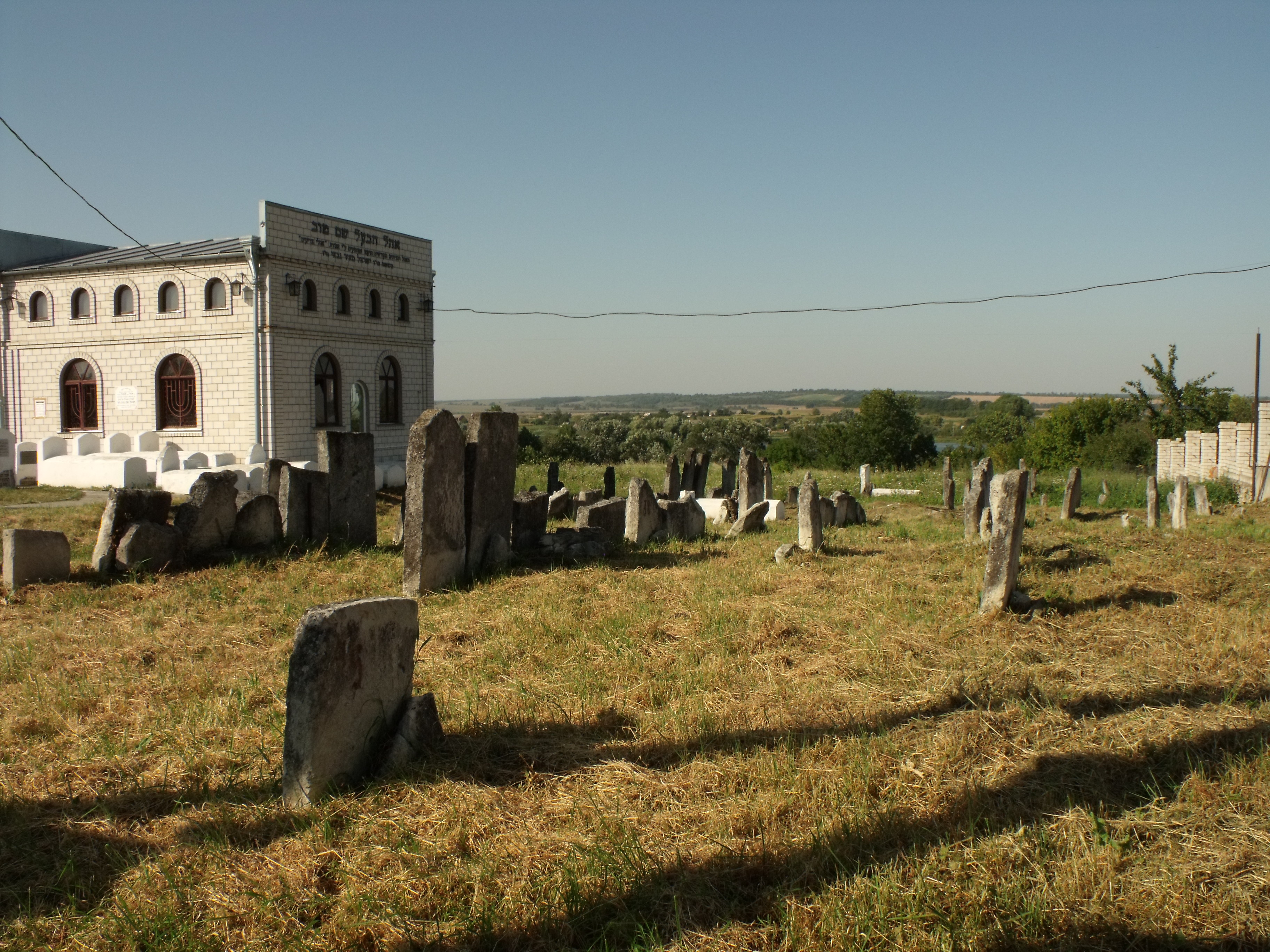
Jüdischer Friedhof Medschybisch (2011)

Der Jüdische Friedhof Medschybisch liegt in Medschybisch, einer Siedlung städtischen Typs in der Oblast Chmelnyzkyj im Westen der Ukraine.
Auf dem jüdischen Friedhof im Norden des Ortes sind zahlreiche Grabsteine erhalten.